# Evgen Betetto
Evgen Betetto slovenski nogometaš, športni delavec, publicist in partizan, * 7. november 1895, Ljubljana, † 12. februar 1945, Dachau. 
Betetto je bil soustanovitelj prvega slovenskega dijaškega nogometnega kluba Hermes v Ljubljani leta 1909, za katerega je igral kot srednji napadalec, kasneje tudi za Ilirijo, za katero je odigral 39 tekem. Deloval je v več športnih zvezah, predvsem v nogometnih in hokejskih. 23. aprila 1920 je bil ob ustanovitvi Ljubljanske nogometne podzveze imenovan za podpredsednika. Kot vidni član športnega društva Ilirije je bil ob Stanku Bloudku in Viktorju Vodišku eden najzaslužnejših za začetek igranja hokeja na Slovenskem, deloval je tudi kot športni publicist. Kot aktivist Osvobodilne fronte je bil interniran v koncentracijsko taborišče Dachau, kjer je umrl.